# بحر خفیف
بحرِ خَفیف در اصطلاح عروضی، به بحر شعری مختلف‌الارکان از ترکیب و تکرار سه رکن «فاعلاتُن/ مُستفعلن/ فاعلاتن» (- ل - - /- - ل - /- ل - -) یا زحافات آنها تشکیل شده‌است. خفیف در لغت به معنی سبک و چابک در عمل و حرکت است. این بحر سه سبب خفیف را در میانه گرفته‌است. (فاعلاتن/ مستفعلن/ فاعلاتن: سبب خفیف، وتد مقرون، سبب خفیف/ دو سبب خفیف، وتد مقرون/ سبب خفیف، وتد مقرون، سبب خفیف «°|°°|°|/ °|°|°°|/ °|°°|°| – ᴗ – – /– – ᴗ – /– ᴗ – –»)
از بحرهایی است که سالم آن چندان متداول نیست. شکل سالم وزن آن:
فاعلاتن مستفعلن فاعلاتن (- ل - - /- - ل - /- ل - -): بحر خفیف مسدس سالم

## زحافات
زحافات (تغییرات) مشهور بحر خفیف در شعر فارسی، از فاعلاتن: خَبن – خبن با حَذف – جَحف) و از مستفعلن (خَبن – ترفیل) است.
از فاعلاتن:
1. فعلاتن: مخبون
2. فعلن: مخبون محذوف
3. فع: مجحوف

از مستفعلن:
1. مفاعلن: مخبون
2. مفاعلاتن: مرفّل

## اوزان
اوزان پرکاربرد بحر خفیف:
- فعلاتن مفاعلن فعلن: بحر خفیف مسدس مخبون محذوف* (پنجمین وزن پرکاربرد شعر فارسی - وزن مثنوی‌های تعلیمی)
- فعلاتن مفاعلن فعلاتن: بحر خفیف مسدس مخبون*
- فعلاتن مفاعلن فع: بحر خفیف مسدس مخبون مجحوف
- فعلاتن مفاعلن فعلاتن مفاعلن: بحر خفیف مثمن مخبون (وزن دوری است)
- فاعلاتن مفاعلاتن فاعلاتن مفاعلاتن: بحر خفیف مثمن مخبون مرفّل (وزن دوری است)

### اوزان مثنوی تعلیمی
- فعلاتن مفاعلن فعلن: بحر خفیف مسدس مخبون محذوف*

این گونه وزنی مثنوی‌های تعلیمی حدیقةالحقیقه وسیرالعباد سنایی، هشت بهشت امیرخسرو دهلوی، سلسلةالذهب عبدالرحمن جامی، جام جم اوحدی مراغه ای، هفت پیکر نظامی گنجوی، شاه و درویش هلالی جتغایی وکمال نامه خواجو کرمانی و …